# AROS
AROS (AROS Research Operating System) és una implementació de codi obert de l'API de AmigaOS 3.1. Dissenyat per ser portàtil i flexible, els ports estan disponibles actualment per a PC x86 en un entorn nadiu o emulat. Hi ha altres arquitectures en desenvolupament.

## Situació actual
El projecte, iniciat el 1995, és complet només en part després de molts anys de treball dut a terme per un equip relativament petit de programadors.

## Com obtenir AROS
AROS està disponible en moltes formes. Entre elles Icaros (també dit WmWAROS) permet als usuaris sense experiència la seva utilització. També es pot descarregar de la pàgina de descàrrega del projecte AROS
Els usuaris que vulguin ajudar a provar, trobar errors o desenvolupar AROS poden obtenir el codi font. La forma més senzilla és mitjançant la descàrrega des de la seva pàgina web, però les últimes versions només estan disponibles al SVN.